# Barna füzike
A barna füzike (Phylloscopus fuscatus) a madarak osztályának verébalakúak (Passeriformes) rendjébe és a füzikefélék (Phylloscopidae) családjába tartozó faj.

## Rendszerezése
A fajt Edward Blyth angol ornitológus írta le 1842-ben,  a Phillopneuste nembe Phillopneuste fuscata néven.

## Alfajai
- Phylloscopus fuscatus fuscatus (Blyth, 1842) – költési területe Közép- és Kelet-Szibéria, a távol-keleti Oroszország, Mongólia, Északkelet-Kína, Észak-Korea, telelni Kelet- és Dél-Kínába, Dél-Japánba, Észak-Vietnámba és Tajvanra vonul;
- Phylloscopus fuscatus robustus (Stresemann, 1924) – költési területe Északközép-Kína, telelni Thaiföldre, Laoszba és a Maláj-félszigetre vonul;

## Előfordulása
Szibériában és Alaszkában fészkel. Ázsia és az Amerikai Egyesült Államok déli részébe vonul telelni. Európába kóborló példányai jutnak el. A természetes élőhelye északi erdők, mérsékelt övi erdők, mangroveerdők, és cserjések, valamint folyók, patakok környéke és szántóföldek. Vonuló faj.

### Kárpát-medencei előfordulása
Magyarországi előfordulását a Magyar Madártani és Természetvédelmi Egyesület Nomenclatori Bizottsága 2002. évi jelentésében fogadta el bizonyítottnak, az izsáki Kolon-tónál 2002 novemberében fogott fiatal példány alapján .

## Megjelenése
Testhossza 11-12 centiméter, 8,5-13,5 gramm. Feje, szemsávja,  szárnya és farka sötétbarna. Torka és hasalja sárgásbarna.

## Életmódja
Főleg rovarokkal táplálkozik, de puhatestűeket is fogyaszt.

## Szaporodása
A talajon fészkel. Fészekalja öt-hat tojásból áll.

## Természetvédelmi helyzete
Az elterjedési területe rendkívül nagy, egyedszáma pedig stabil. A Természetvédelmi Világszövetség Vörös listáján nem fenyegetett fajként szerepel. Magyarországon védett, természetvédelmi értéke 25 000 Ft